# 保特縣
2°47′S 78°46′W / 2.783°S 78.767°W
保特縣（西班牙語：Cantón Paute）是厄瓜多爾的縣份，位於該國南部，由阿蘇艾省負責管轄，始建於1860年2月26日，面積267平方公里，2001年人口23,106，人口密度每平方公里86.54人。